# Мшвелидзе, Шалва Михайлович
Шалва Михайлович Мшвели́дзе (груз. შალვა მიხეილის ძე მშველიძე; 1904—1984) — советский грузинский композитор и музыкальный педагог. Народный артист Грузинской ССР (1958). Лауреат двух Сталинских премий второй степени (1942, 1947). Член ВКП(б) с 1947 года..

## Биография
Шалва Мшвелидзе родился 15 (28 мая) 1904 года в Тифлисе (ныне Тбилиси, Грузия).
Поступил в 1930 году в ТбГК, где учился композиции у М. М. Багриновского. Продолжил обучение в аспирантуре при ЛГК имени Н. А. Римского-Корсакова и ТбГК (учился у В. В. Щербачёва).
Автор опер «Сказание о Тариэле» (1946), «Десница великого мастера» (1961), ораторий «Кавкасиони» (1949) и «Векам в предание» (1970, посвящено В. И. Ленину), четырёх симфоний (1943, 1944, 1952, 1968), симфонических поэм «Звиадаури» (1940), «Миндия» (1950), «Юноша и барс» (1962). Также писал симфонические сюиты, увертюры, сборники песен, музыку к театральным постановкам и фильмам.
Шалва Мшвелидзе избирался депутатом ВС Грузинской ССР 3 созыва.
С 1941 по 1952 год возглавлял СК Грузии.
Занимался преподавательской деятельностью, с 1942 года профессор ТбГК.
Участвовал в собирании и записи абхазской народной музыки.

## Признание и награды
- Сталинская премия второй степени (1942) — за симфоническую поэму «Звиадаури»[3][5]
- Сталинская премия второй степени (1947) — за оперу «Сказание о Тариэле» (1946)[3]
- Народный артист Грузинской ССР (1958)[3]
- Государственная премия Грузинской ССР имени З. П. Палиашвили (1971)[3]
- премия имени Джавахарлала Неру (1973) — за музыкальные произведения на индийские темы и серию очерков о музыкальном фольклоре Индии)[3]
- Орден Ленина[3]
- Орден Трудового Красного Знамени
- Орден Дружбы народов (13 июня 1974 года)
- медали